# Le souffle au cœur
Le souffle au cœur (br: O sopro no coração - pt: Sopro no coração) é um filme de co-produção francesa, alemã e italiana de 1971, do gênero drama, dirigido por Louis Malle. É considerado uma das obras mais polêmicas de Malle, pois lida com o tema do incesto.
A fotografia é de Ricardo Aronovich e a trilha sonora de Sidney Bechet e Charlie Parker.

## Sinopse
Na França dos anos 1950, Laurent Chevalier é um jovem de quinze anos, filho de uma famíla burguesa de Dijon. Não se dá muito bem com seu pai, nem com seus irmãos. É apaixonado por sua mãe, Clara, mulher muito livre que está cansada do marido. Laurent está naquela idade quando tudo é revolta. É a transição da infância para a adolescência, são as primeiras experiências sexuais. Depois de uma escarlatina, contrai um problema no coração, e vai se tratar em uma estação climática, acompanhado de sua mãe. Longe de casa, com todo o tempo do mundo só para eles, aprofundam essa relação de paixão que os une. 

## Elenco principal
- Benoît Ferreux.... Laurent Chevalier
- Lea Massari.... Clara Chevalier
- Daniel Gélin.... Charles Chevalier
- Michael Lonsdale.... Père Henri
- Fabien Ferreux.... Thomas
- Marc Winocourt.... Marc
- Gila von Weitershausen.... Freda
- Ave Ninchi.... Augusta

## Principais prêmios e indicações
Oscar 1973 (EUA)
- Indicado na categoria de melhor roteiro original.

Festival de Cannes 1971 (França)
- Indicado à Palma de Ouro.

KCFCC Award 1973 (Kansas City Film Critics Circle Awards, EUA)
- Vencedor na categoria de melhor filme estrangeiro.